# Горст фон Узедом
Горст фон Узедом (нім. Horst von Usedom; 9 березня 1906, Целле — 14 жовтня 1970, Гаутінг) — німецький воєначальник, генерал-майор вермахту. Кавалер Лицарського хреста Залізного хреста з дубовим листям.

## Біографія
1 квітня 1925 року вступив в 10-й кінний полк. В 1935 році переведений в 1-й стрілецький полк 1-ї танкової дивізії, з 1 квітня 1936 року — командир 9-ї роти. Учасник Польської кампанії. З 20 грудня 1939 року — ад'ютант 110-го стрілецького полку, з яким взяв участь у Французькій кампанії. З 1 серпня 1940 року — ад'ютант 11-ї танкової дивізії. Учасник Балканської кампанії. З 14 травня 1941 року — командир 231-го танкового розвідувального батальйону. З червня 1941 року брав участь у Німецько-радянській війні. З 1 грудня 1941 року — командир 61-го мотоциклетного батальйону. Учасник битви за Москву. З 1 квітня 1942 року — командир мотоциклетного батальйону «Велика Німеччина». Відзначився у боях під Воронежом. З 5 жовтня 1942 року — командир 67-го моторизованого полку. З серпня 1943 року воював в Італії. 1 липня 1944 року відряджений в танкове училище. З 12 жовтня 1944 року — командир 108-го моторизованого полку, який бився в Курляндському котлі. З січня 1945 року — командир танкової бригади «Курляндія», з 12 квітня 1845 року — 12-ї танкової дивізії. 8 травня 1945 року здався в полн радянським військам. В жовтні 1955 року переданий владі ФРН і звільнений.

## Звання
- Солдат (1 квітня 1925)
- Лейтенант (1 квітня 1929)
- Оберлейтенант (1 квітня 1933)
- Гауптман (1 квітня 1936)
- Майор (1 квітня 1941)
- Оберстлейтенант (1 серпня 1942)
- Оберст (1 вересня 1943)
- Генерал-майор (20 квітня 1945)

## Нагороди
- Медаль «За вислугу років у Вермахті» 4-го і 3-го класу (12 років)
- Залізний хрест
  - 2-го класу (22 вересня 1939)
  - 1-го класу (30 травня 1940)
- Нагрудний знак «За поранення» в чорному
- Штурмовий піхотний знак в сріблі
- Лицарський хрест Залізного хреста з дубовим листям
  - лицарський хрест (31 грудня 1941)
  - дубове листя (№809; 28 березня 1945)
- Медаль «За зимову кампанію на Сході 1941/42»
- Німецький хрест в золоті (29 січня 1945)
- Нарукавна стрічка «Курляндія» (1945)